# Nicolás Chumachenco
Nicolás Chumachenco (Cracovia, Polonia, 27 de marzo de 1944 - Schallstadt, Alemania, 12 de diciembre de 2020 ) fue un violinista solista, profesor y director de la Orquesta de Cámara Reina Sofía. de origen polaco. Ganó el Diploma al Mérito Premio Konex en 1999, como uno de los mejores Ejecutantes de Instrumentos de Arco de esa década en Argentina.

## Biografía
Chumachenco nació en Cracovia, en la Polonia ocupada por los nazis, de padres ucranianos que abandonaron Polonia al final de la Segunda Guerra Mundial. Creció y comenzó su formación musical en Argentina. Chumachenco salió de Argentina para estudiar en Estados Unidos en la Universidad del Sur de California con Jascha Heifetz y luego en el Instituto de música Curtis de Filadelfia con Efrem Zimbalist y ganó premios en el Concurso Internacional Chaikovski y el Concurso de Música Queen Elisabeth.
Chumachenco apareció como solista con muchas orquestas dirigidas por artistas como Zubin Mehta, Wolfgang Sawallisch, Peter Maag y Rudolf Kempe.
Chumachenco fue primer violín del Cuarteto de Zúrich, profesor de violín en la Hochschule für Musik Freiburg y se desempeñó como líder y director musical de la Orquesta de Cámara Reina Sofía de Madrid.
Murió en Schallstadt, Alemania.

## Familia
Su hermana Ana Chumachenco (nacida en 1945) es profesora de violín en la Hochschule für Musik und Theatre Munich . Su hijo Eric Chumachenco (nacido en 1964) es pianista clásico y ocupa un puesto docente en la Universidad Mozarteum de Salzburgo.